# كنانة (جيان)
بلدية كِنانة أو (نقحرة: كنانة) (بالإسبانية: Canena) هي بلدية تقع في مقاطعة جيان التابعة لمنطقة الأندلس جنوب إسبانيا.

## الديموغرافيا
بلغ عدد سكان بلدية كنانة 2.114 نسمة عام 2011 (وفقاً للمعهد الوطني للإحصاء الإسباني).
| 2.137 | 2.139 | 2.132 | 2.092 | 2.089 | 2.083 | 2.114 |